# Michael Shurtleff
Michael Shurtleff, geboren als Charles Gordon Shurtleff, (* 3. Juli 1920 in Oak Park (Illinois); † 28. Januar 2007 in Los Angeles) war ein US-amerikanischer Autor und Casting Director für den Film und am New Yorker Broadway.

## Leben
Shurtleff besuchte das Lawrence College in Appleton (Wisconsin). Anschließend studierte er an der Yale University. Danach ging er nach New York, wo er seinen ersten Vornamen in Michael änderte. Hier arbeitete Shurtleff als Produktionsassistent für Jed Harris, der Sartres Drama Die schmutzigen Hände inszenierte.
Für den Theaterproduzenten David Merrick (1911–2000) war Shurtleff als Casting Director tätig. Im Rahmen seiner Tätigkeiten entdeckte und förderte er die Schauspieler Elliott Gould, Barbra Streisand, Gene Hackman, Dustin Hoffman, Bette Midler und Jerry Orbach. Für Bob Fosse war Shurtleff an den Uraufführungen der Musical Pippin (1972) und Chicago beteiligt. Am Musical Jesus Christ Superstar arbeitete er für Andrew Lloyd Webber.
1962 hatte Michael Shurtleff seine eigene Castingfirma unter dem Namen Casting Consultants gegründet. In dem von ihm geschriebenen Theaterstück Call Me By My Rightful spielten Robert Duvall und Alvin Ailey die Hauptrollen.

## Veröffentlichungen
- Audition. Everything an Actor Needs to Know to Get the Part. Walker, New York 1978.
  - Deutsche Ausgabe: Erfolgreich Vorsprechen – Audition. Aus dem Amerikanischen von Petra Schreyer. Mit einer Einleitung von Keith Johnstone und einem Vorwort von Bob Fosse. Alexander Verlag, Berlin 1999. (5. Auflage. 2009, ISBN 978-3-89581-044-2)

## Filmografie (Auswahl)
- 1963: East Side/West Side (Fernsehserie)
- 1963: All the Way Home
- 1972: 1776 - Rebellion und Liebe (1776)
- 1973: Jesus Christ Superstar